# Route nationale 43 (Estonie)
Pour les articles homonymes, voir Route nationale 43.
La route nationale 43 (Tugimaantee 43) est une route nationale estonienne reliant Aovere à Nõmme. Elle mesure 57 km.

## Tracé
- Comté de Tartu
  - Aovere
  - Väägvere (et)
  - Viidike (et)
  - Kauda (et)
  - Kuusiku (et)
  - Vara (et)
  - Undi (et)
  - Matjama (en)
  - Alajõe (et)
  - Kusma
  - Sookalduse (et)
  - Meoma (et)
  - Koosa (et)
  - Metsakivi (et)
  - Saburi
  - Rupsi
  - Naelavere
  - Lahepera
  - Alatskivi
  - Alasoo
  - Kõdesi
  - Haapsipea
  - Pusi
  - Kallaste
  - Pärsikivi
  - Torila
- Comté de Jõgeva
  - Kodavere
  - Ranna
  - Sassukvere
  - Äteniidi
  - Sääritsa
  - Raatvere
  - Piibumäe
  - Omedu
  - Kaasiku
  - Kasepää
  - Nõmme